# Al'bert Šaripov
Al'bert Dinarovič Šaripov (in russo Альберт Динарович Шарипов?; Ufa, 11 aprile 1993) è un calciatore russo, centrocampista del Kuban'.

## Caratteristiche tecniche
È un centrocampista centrale.

## Carriera

### Club
Cresciuto nelle giovanili dello Akademija Togliatti, ha esordito il 20 settembre 2010 in un match vinto 3-0 contro il Chimik Dzeržinsk.

### Nazionale

#### Nazionali giovanili
Con la Nazionale Under-21 di calcio della Russia ha preso parte a un incontro di qualificazione al Campionato europeo di calcio Under-21 2015.

## Statistiche

### Presenze e reti nei club
Statistiche aggiornate al 15 marzo 2020.
| Stagione                   | Squadra                    | Campionato                 | Campionato | Campionato | Coppe nazionali | Coppe nazionali | Coppe nazionali | Coppe continentali | Coppe continentali | Coppe continentali | Altre coppe | Altre coppe | Altre coppe | Totale | Totale | Totale |
| Stagione                   | Squadra                    | Comp                       | Pres       | Reti       | Comp            | Pres            | Reti            | Comp               | Pres               | Reti               | Comp        | Pres        | Reti        | Pres   | Reti   |        |
| -------------------------- | -------------------------- | -------------------------- | ---------- | ---------- | --------------- | --------------- | --------------- | ------------------ | ------------------ | ------------------ | ----------- | ----------- | ----------- | ------ | ------ | ------ |
| 2010                       | Akademija Togliatti        | 2D                         | 4          | 0          | CR              | 0               | 0               |                    | -                  | -                  |             | -           | -           | 4      | 0      |        |
| 2011-2012                  | Akademija Togliatti        | 2D                         | 30         | 6          | CR              | 0               | 0               |                    | -                  | -                  |             | -           | -           | 30     | 6      |        |
| 2012-gen. 2013             | Akademija Togliatti        | 2D                         | 14         | 1          | CR              | 1               | 0               |                    | -                  | -                  |             | -           | -           | 15     | 1      |        |
| Totale Akademija Togliatti | Totale Akademija Togliatti | Totale Akademija Togliatti | 48         | 7          |                 | 1               | 0               |                    | -                  | -                  |             | -           | -           | 49     | 7      |        |
| gen.-giu. 2013             | Tjumen'                    | 2D                         | 10         | 4          | CR              | 0               | 0               |                    | -                  | -                  |             | -           | -           | 10     | 4      |        |
| 2013-2014                  | Fakel Voronež              | PPF                        | 21         | 2          | CR              | 0               | 0               |                    | -                  | -                  |             | -           | -           | 21     | 2      |        |
| 2014-2015                  | Tom' Tomsk                 | 1D                         | 21+2       | 1+0        | CR              | 0               | 0               |                    | -                  | -                  |             | -           | -           | 23     | 1      |        |
| 2015-2016                  | Rubin                      | PL                         | 1          | 0          | CR              | 0               | 0               | UEL                | 0                  | 0                  |             | -           | -           | 1      | 0      |        |
| 2015-2016                  | Tom' Tomsk                 | 1D                         | 6+2        | 1+0        | CR              | 0               | 0               |                    | -                  | -                  |             | -           | -           | 10     | 1      |        |
| Totale Tom' Tomsk          | Totale Tom' Tomsk          | Totale Tom' Tomsk          | 31         | 2          |                 | 0               | 0               |                    | -                  | -                  |             | -           | -           | 31     | 2      |        |
| 2016-2017                  | Neftechimik                | 1D                         | 1          | 0          | CR              | 0               | 0               |                    | -                  | -                  |             | -           | -           | 1      | 0      |        |
| 2017-2018                  | Rubin                      | PL                         | 0          | 0          | CR              | 0               | 0               |                    | -                  | -                  |             | -           | -           | 0      | 0      |        |
| 2018-2019                  | Rotor                      | 1D                         | 21         | 0          | CR              | 0               | 0               |                    | -                  | -                  |             | -           | -           | 21     | 0      |        |
| 2019-2020                  | Rotor                      | 1D                         | 5          | 0          | CR              | 1               | 0               |                    | -                  | -                  |             | -           | -           | 6      | 0      |        |
| Totale Rotor               | Totale Rotor               | Totale Rotor               | 26         | 0          |                 | 1               | 0               |                    | -                  | -                  |             | -           | -           | 27     | 0      |        |
| Totale carriera            | Totale carriera            | Totale carriera            | 138        | 15         |                 | 2               | 0               |                    | 0                  | 0                  |             | -           | -           | 140    | 15     |        |

## Palmarès

### Club

#### Competizioni nazionali
- Pervenstvo Futbol'noj Nacional'noj Ligi: 1

Rotor: 2019-2020